# Conde Olaf
El Conde Olaf es un personaje ficticio, el villano principal de la saga A Series of Unfortunate Events de Lemony Snicket. Su nombre es una referencia al conde Orlok. Es sucio, cruel, sin escrúpulos y descuidado. Tiene una voz jadeante, y en The Grim Grotto, inventa una nueva risa desagradable de villano, que abandonó en The Penultimate Peril por una risa más sucinta, la que Lemony Snicket describe con sólo la palabra 'Ja!'.

## Los libros
Al comienzo de la serie, los huérfanos Baudelaire son enviados a vivir con el Conde Olaf, su pariente con vida más cercano, después de que un incendio misterioso destruye su hogar y mata a sus padres. Aunque nunca fue aclarado, se implicó a Olaf como el responsable del incendió. Inexplicablemente Olaf lo planeó para obtener la herencia de los huérfanos.
En El ventanal hay una referencia dicha por el propio Olaf, acerca del incendio en la Mansión Baudelaire.
Cuando los niños llegan por primera vez a la Casa de Olaf son repelidos (¿?), sin embargo Olaf logra engañar al Sr. Poe haciéndole pensar que no está en busca de su fortuna. Su ocupación encubierta es de un actor de teatro y otros trabajos teatrales. Tiene un grupo de asociados igual de malos que él, a los cualés se refiere simplemente como su "compañía de teatro" y bajo el seudónimo de "Al Funcoot" (un anagrama de "Count Olaf", es decir, "'Conde Olaf'" en inglés), escribe sus propias obras. 
Durante el tiempo en el que los Baudelaire viven con él, Olaf los trata horriblemente, abofeteando a Klaus en la cara, colgando a Sunny desde una torre en una jaula, e intentando casarse con Violet para heredar la fortuna de los Baudelaire.
Después de que el plan de casarse con Violet Baudelaire para obtener la herencia sale mal, los niños son enviados con diferentes parientes en cada uno de los primeros libros. El Conde Olaf los sigue todo el tiempo, casi siempre asesinando a sus tutores, para así obtener el control de la herencia. 
En cada uno de los libros del II al VIII, Olaf se disfraza de diferentes personajes que engañan a todos menos a los Baudelaire:
- Stefano, un ayudante herpetólogo con una barba larga y sin cejas y un cuchillo de pan afilado
- El Capitán Julio Sham, un marinero con un parche y una pata de palo
- Shirley T. Sinoit-Pécer, la recepcionista de la Doctora Orwell, con falda y medias con diseño de ojos.
- Entrenador Genghis, un maestro de gimansia con un turbante y finos calzados
- Gunther un subastador vestido en rayas, un monóculo pequeño y botas de rodeo
- El Detective Dupin, un famoso investigador obsesionado con lo "cool", incluyendo lentes de sol y tenis
- Mathatias Escuelademedicina nuevo jefe de recursos humanos del Hospital Heimlich. Su presencia sólo es escuchada por una voz chirriante sobre el intercomunicador

Después de ciertos eventos en La Villa Vil, ya no es necesario para Olaf el tener que disfrazarse.
Él era un miembro de V.F.D., de dónde vienen todos sus disfraces.
En los primeros libros, parece que Olaf sólo quiere la fortuna de los niños, pero más tarde, se sabe que también busca los zafíros de los Quagmire, el archivo Snicket, y el Azucarero. Casi siempre los Baudelaire tienen evidencias que lo incriminan, pero sus guardianes nunca les creen. Es por ello que el Conde Olaf escapa todo el tiempo. 
Recientemente, estaba a punto de asesinar a uno de los trillizos Denoument cuando los Baudelaire le rogaron que se detuviese y que fuese una persona noble. Olaf susurró, "¿Qué otra cosa puedo hacer? " Esto despertó una especulación de que en realidad Olaf no es tan malo, pero tal vez en su vida fue forzado a serlo por su pasado y por otros. 
En una entrevista con el autor Daniel Handler el entrevistador le preguntó como es que en los últimos dos libros la línea entre los buenos y los traicioneros se ha desenfocado un poco. Handler respondió: "Es triste, ¿verdad? creo que los Baudelaire están creciendo, y uno de los puntos malos de crecer es que siempre crees que tú y que la gente que conoces son honrados y auténticos y que la gente que te desagrada es malvada. Entre más se crece más fangosa se hace el agua. 
La portada de la decimotercera novela muestra a los Baudelaire parados cerca de los restos de un bote. Más al frente se ven un par de pies los cuales, a uno de ellos le falta un zapato. La rodilla izquierda muestra un tatuaje familiar al de la insignia VFD del Conde Olaf. La persona también lleva puestos unos pantalones rayados, iguales a los que Olaf viste en cada ilustración en la que no está disfrazado. Aparentemente parece ser que es el conde Olaf del que se habla, pero Snicket tiene la costumbre de dejar caer en suposiciones así que puede que sea alguna otra persona.

## El pasado de Olaf
La juventud del Conde Olaf es mencionada varias veces durante la serie, la más obvia es mencionada en La Autobiografía No Autorizada. En dicho libro, hay una carta escrita por Sally Sebald que contiene la foto de un joven niño quien iba a actuar como el joven Rölf en la película Zombies en la Nieve. Ella cree que su nombre es Omar (el cual es un nombre que muchos confunden con Conde Olaf). Esto implíca que el Conde Olaf estuvo en Zombis en la Nieve, lo cual la hace una película muy vieja, el mismo Conde Olaf, disfrazadó como Stephano, miró la película con los Baudelaire y Montgomery Montgomery.
En Un mal principio, el Conde Olaf menciona que cuando era niño le encantaban las frambuesas (y probablemente es cierto). Después de eso Violet dice que no puede imaginarse a Olaf como niño — todas sus características parecen ser las de un adulto.
Otra misteriosa referencia sobre la niñez del Conde Olaf es mencionada en La penúltimo peligro. En el capítulo uno, Kit mencionó que ella misma pasó de contrabando una caja de dardos envenenados a los padres de los Baudelaire antes de que Esmé Sordidez la atrapara. Con algunas indirectas sutiles, podemos casi asegurar que Lemony Snicket también estuvo presente. Más tarde en el libro, cuando Olaf confronta a los Baudelaire y a Dewey Denouement, se atreve a decirle a los Baudelaire que le pregunten a Dewey que ocurrió esa noche en el teatro, implicando que los padres de los Baudelaire, Dewey, y los Snicket estuvieron ahí por algún siniestro propósito. Finalmente, en el capítulo 12, Olaf revela que los dardos envenenados fueron la razón por la que él también se convirtió en huérfano.

## La Película
El Conde Olaf fue interpretado por el actor Jim Carrey en la adaptación fílmica de los libros. 
Como mucho del material oscuro de su material de fuente, el personaje del Conde Olaf fue suavizado para la adaptación fílmica. Sin embargo, cabe destacar que la interpretación de Carrey fue soberbia.
Un cambio brusco en la película fue la fuerte sugerencia que directamente hizo responsable a Olaf como el culpable del incendio de los Baudelaire. Mientras que en los libros no fue bien declarada su culpabilidad (Olaf es un notorio incendiario y ha incendiado varios lugares), las implicaciones son aún más fuertes en la película. En el clímax de la película, vemos que el Conde Olaf tiene un gigantesco catalejo apuntando hacia la mansión Baudelaire, probablemente con el cual y por medio de la refracción de la luz fue provocado el incendio.
- Datos: Q1981711